# 濡れゆく私小説
『濡れゆく私小説』（ぬれゆくししょうせつ）は、indigo la Endのメジャー5枚目、通算6枚目のアルバム。2019年10月9日にTACO RECORDSより発売。

## 収録曲

### CD
全作詞・作曲:川谷絵音、全編曲:indigo la End
1. 花傘
  - AVIOT・Bluetoothイヤホン『TE-BD21f』CMソング。
  - 発売前、2019年9月28日に出演したライブイベント「J-WAVE INNOVATION WORLD FESTA 2019 supported by CHINTAI」にて初披露された。
2. 心の実
3. はにかんでしまった夏
  - 配信限定シングル。
4. 小粋なバイバイ
  - フジテレビ地上波&フジテレビオンデマンド配信ドラマ『僕はまだ君を愛さないことができる』挿入歌。
5. 通り恋
  - アルバム発売後、2019年11月に行われたイベント『濡れゆく私小説展』にてカセットテープシングルとして発売された[1]。
  - 発売前、2019年9月28日に出演したライブイベント「J-WAVE INNOVATION WORLD FESTA 2019 supported by CHINTAI」にて初披露された。
6. ほころびごっこ
  - 配信限定シングル。
  - 映画『ごっこ』主題歌。
7. ラッパーの涙
8. 砂に紛れて
9. 秋雨の降り方がいじらしい
10. Midnight indigo love story
11. 結び様
  - 配信限定シングル。
  - フジテレビ地上波&フジテレビオンデマンド配信ドラマ『僕はまだ君を愛さないことができる』エンディングテーマ。

### DVD
初回限定盤のみ。2019年6月30日に東京・日比谷野外音楽堂で行われたライブ『abuku』より収録。
1. 夜明けの街でサヨナラを
2. ハートの大きさ
3. はにかんでしまった夏
4. 彼女の相談
5. 花をひとつかみ
6. 見せかけのラブソング
7. スウェル
8. 名もなきハッピーエンド
9. 想いきり
10. 幸せな街路樹
11. 心ふたつ
12. 夏夜のマジック
13. 幸せが溢れたら